# Herminia zelleralis
Herminia zelleralis är en fjärilsart som beskrevs av Woche 1850. Herminia zelleralis ingår i släktet Herminia och familjen nattflyn. Inga underarter finns listade i Catalogue of Life.